# Reportaj
Reportajul este o specie publicistică care, în baza unor date culese la fața locului, informează opinia publică, cât mai real și nepărtinitor, asupra problemelor de interes general sau constatate ocazional. 
Reportajul poate fi de informație sau de creație, fiind legate de o anumită tematică sau pur și simplu fiind unul compozițional. De asemenea, după stilul de prezentare sunt reportaje satirice, explozive, de relatare implicată etc.
În ciuda faptului că pe lângă informație, reporterul prezintă și alte detalii, informația nu își pierde din calitate, ci doar renunță la sobrietatea cu care sunt tratate alte genuri jurnalistice, precum știrea. În construirea unui reportaj, jurnalistul are de-a face atât cu subiectivitatea, cât și cu obiectivitatea. Subiectivitatea poate fi manifestată la locul evenimentului, în mediul unde poate identifica ambianța. Însă, în ceea ce privește redactarea și „povestirea” faptelor, reporterul trebuie să rămână obiectiv și să prezinte realitatea cu toate aspectele ei. Reportajul presupune, de asemenea, existența a două laturi: jurnalistul trebuie să povestească evenimentul, descriind faptele, coordonatele spațio-temporale, protagoniștii, dar și să redea senzații, să filtreze întâmplările prin intermediul simțurilor, astfel încât să ofere cititorilor o experiență cât mai completă.
Reportajul, inițial specie tipic jurnalistică și care apelează deseori la mijloacele literare de expresie, a fost preluat și de literatură, de cinematografie și de televiziune.

## Legătura reportajului cu literatura
Cultivarea reportajului prin literatură se face prin reviste de specialitate, dar nu numai, promovând un tip de reportaj numit "de creație" și care se deosebește de cel strict jurnalistic prin două elemente: viziunea artistică și mesajul estetic.
De asemenea, în mai multe lucrări de specialitate, această problemă a fost abordată, iar  jurnalismului i s-au atribuit conexiuni cu arta: „Venit dinspre literatură (unii teoreticieni vorbesc despre „literatura de frontieră”), reportajul îmbină munca de teren cu forța evocării și travaliul scriitoricesc, observația cu povestea, subiectivismul unor gânduri cu autenticitatea de trăire a unui personaj.” În redactarea unui astfel de material, este foarte important ca emoțiile și stările de spirit adunate de la un eveniment să ajungă la cititor mai mult decât subiectul evenimentului în sine. Conexiunea dintre jurnalism și literatură este foarte ușor de analizat în problematica reportajului. La fel cum un roman bun reușește să-l captiveze pe cititor, ținându-l timp de multe ore conectat la acțiune, la fel și reporterul trebuie să facă. Natura umană va alege întotdeauna o manieră prietenoasă de prezentare a informației, iar reportajul este genul jurnalistic ce poate satisface acest tip de nevoie. Nu numai că prin acesta sunt prezentate și atitudinile, emoțiile sau stările protagoniștilor, dar mai mult decât atât, reportajul îl aduce pe consumator mai aproape de informație. Tot cu ajutorul acestuia, subiectele de o mare complexitate sunt analizate și explicate pentru public. Totuși, în ciuda posibilelor asemănări dintre jurnalism și literatură, între acestea există totuși o diferență: jurnalismul are menirea de a informa, în timp ce literatura sensibilizează, având, în cazul scrierilor de tip ficțiune, conținut informațional 0: „literatura caută efectul estetic, în timp ce jurnalismul vrea să comunice, să spună direct ce are de spus.”
În genurile de reportaj literar, compoziția de o factură suprarealistă, care îmbină satiricul și absurdul se bucură de un succes generalizat. Uneori reportajul se combină cu romanul și creează o specie nouă, romanul reportaj.
Cel mai cunoscut autor de reportaje literare român, care poate fi numit chiar părintele reportajului literar românesc, este poetul și publicistul Geo Bogza.

## Reportajul și cinematografia
Cinematografia (la începuturi) și apoi televiziunea realizează filme de scurt metraj pe care le prezintă publicului spectator sau telespectator sub forma de jurnale de actualități, realizând astfel un nou tip de reportaj, reportajul filmat. 
Jurnalele de actualități din cinematografie au dispărut în timp deoarece faptul cotidian, mai bine zis actualitatea imediată nu mai prezenta mare interes după, uneori și câteva ore. Televiziunea prin spontaneitatea ei a preluat acest tip de reportaj, ea fiind capabilă să realizeze chiar transmisiuni directe. 
De asemenea, atât cinematografia, cât și televiziunea, pot să realizeze filme documentare, în mare parte reconstituiri cât mai reale a unor fapte petrecute, care într-un fel sau altul a influențat opinia publică la un moment dat. 

## Caracteristici
Veridicitatea reportajului este creată prin: relatarea secvențială a evenimentului narativ, inserarea elementelor portretistice de-a lungul relatării, prin introducerea detaliilor, camuflarea impresiilor subiective în scurte relatări, prezentarea faptului ca real. Considerată ca fiind o specie jurnalistică, complexă, reportajul îmbină cele trei moduri de expunere (descrierea, narațiunea și dialogul), creând impresia unei reconstituiri în amănunte existențiale decisive. 
Reportajul aduce în prim plan evenimentul trăit în punctul lui maxim de tensiune și reconstituit dintr-un unghi de vedere care permite cititorului, spectatorului de film cinematografic sau telespectatorului, să descopere și să observe faptele cele mai însemnate. Alegerea unghiului de abordare se va face în concordanță cu subiectul ales, dar mai ales după ce jurnalistul a cules deja informațiile. În funcție de detaliile pe care le-a notat de la fața locului, reporterul va putea stabili perspectiva din care va reda evenimentul. De asemenea, unghiul de abordare îl dirijează pe ziarist către posibilii intervievați: sursele oficiale, bătrânii, tinerii etc. Reportajul va conține experiența intervievaților și va prezenta evenimentul în funcție de ce au simțit aceștia.
Spre deosebire de celelalte genuri jurnalistice, reportajul presupune o abordare deschisă din partea jurnalistului, aceasta adăugându-se la munca de teren. Munca de teren este un element-cheie în redactarea unui reportaj. Prin observația directă și participarea la evenimentul despre care urmează să scrie, jurnalistul reconstituie pentru cititorii săi atmosfera, decorul sau portretul personajelor. Printre elementele esențiale în munca de teren, este recomandată luarea notițelor. Reporterul trebuie să noteze toate detaliile pe care le consideră relevante pentru materialul său, urmând ca mai apoi să le extragă pe cele mai importante. Cu toate acestea, notițele nu trebuie să împiedice activitatea jurnalistului aflat la fața locului, ci acesta din urmă trebuie să trăiască întru totul momentul, pentru a putea reda apoi atmosfera, exact cum a fost ea.
Unul dintre cele mai bune lucruri legate de reportaj este redactarea în cel mai scurt timp după finalizarea muncii de teren. În acele momente, reporterul este încărcat de atmosfera evenimentului și îl poate reconstitui cu o mai mare precizie. În momentul în care reportajul este scris „la rece”, acesta pierde foarte mult din detaliile semnificative, reporterul iese din ambianța întâmplărilor și poate avea tendința de a relata mai detașat, mai sobru.